# 真・三國無双7
『真・三國無双7』（しん・さんごくむそう7）は、コーエーテクモゲームスより2013年2月28日に発売されたPlayStation 3用ゲームソフト。真・三國無双シリーズの第7作。日本国外版タイトルは『Dynasty Warriors 8』。
キャッチコピーは「無双のすべてを超える──アルティメット一騎当千。」。

## 概要
ナンバリングタイトルとしては、2年ぶりの発売となる。過去作のシステムをベースにしたシステムが各所に幾つか盛り込まれている。
なお、BGMは真・三國無双シリーズ最多の100曲以上となっている。

## 基本システム・主な変更点
基本操作体系
チャージ攻撃アクションと、2武器を随時切り替えるヴァリアブル攻撃は前作『6』のものをそのまま踏襲しているが、本作ではジャンプチャージが復活。
無双乱舞
空中無双乱舞と地上無双乱舞2がすべての武将に用意された。レベルアップにより使用可能になる。また、『6』と違い味方が吹き飛ばなくなった。
「覚醒」状態中に使用すると、『真・三國無双5』までのようにゲージ量分の時間まで攻撃し続けられる「覚醒乱舞」になる。それを一定数以上ヒットさせることで超強力な「真・覚醒乱舞」に進化する。
覚醒
プレイヤーの攻撃でのみ増える専用の「覚醒ゲージ」を満タンにしL3ボタンを押すと発動。
無双ゲージが最大まで回復し、一定時間能力と攻撃スピードが飛躍的に上昇。
得意武器と天稟
Ex攻撃を使える得意武器が本作では全キャラクター一人に一つずつ用意され、武器種の重複がなくなった。
『素早さ』『力』ステータスが廃止され、武将毎の武器適性は複数武器で共通する天稟アクションの「軽功」「旋風」「無影脚」「転身」それぞれに直接対応するものとなった。
武器適性が低くてもモーションは鈍化しなくなったが、代わりに適性の高さに応じて攻撃力が上がるようになった。また性別制限も『6empires』同様に撤廃され、全所持武器を全武将が装備できる。
武将の育成要素
ほぼ完全なレベル成長制に変更。レベルアップは体力・攻撃力・防御力だけでなく「通常攻撃・チャージ攻撃・無双乱舞の習得」「無双ゲージ（最大3本）」「武器適性」にも関わる。体力・攻撃力・防御力は、将星モードで直接増加させることも可能。
得意武器と同じ天稟を持つものだけが最大の★4に達するようになり、天稟アクションが使用できるのはその状態まで成長した時に限られる。
武器の収集要素
ランクごとの固定プリセットではなくなり、『5』までのように最大6種類までの属性と「天」「地」「人」のどれかの相性がランダム付与される形式になり、同ランクの武器を複数所持することが出来るようになった。所持数は全員・全武器種で共有されている。
戦闘中に武器装備の変更は出来なくなり、開始時に持ち込んだ2種の武器のみを切り替えながら戦うことになる。
「6猛将伝」で復活した隠し武器要素として「秘蔵武器」が登場。難易度「難しい」以上で一定条件を満たすと、高い攻撃力と一定の属性の組み合わせを持つランク5の武器が入手できる。
スキル
過去作のアイテムや前作の印に相当するシステムとして、特定条件を満たして取得したものを武将毎に最大4つ装着できるスキルがある。
スキルごとに取得条件が有り、それを満たして敵武将を撃破すると、一定確率で対応したスキルが最大20レベルまで成長する。取得したスキルは全武将で共有することが出来る。
その他の変更点
- 士気ゲージ・戦闘の制限時間が復活した。
- L2ボタン（PS Vita版ではセレクトボタン）で行う馬呼びはボタンを押し続けることで自動馬乗りが可能になり、無双シリーズ通しての問題だった馬の近くでジャンプしてしまうという現象が発生しにくくなった。

### 武器相性
武器ごとに「天（青）」「地（緑）」「人（赤）」のいずれかの相性が設定されている。これらは「天」＞「地」＞「人」＞「天」…の順に「三すくみ」の関係になっており、攻撃力やアクションに影響を及ぼす。
相性が同じ、または旅団長が持つ相性なしの武器では通常通りで特に効果はない。無双乱舞の使用中や覚醒状態中も、一時的に相性の効果が消える。
ストームラッシュ
三すくみの優勢時には相手の頭上に気迫ゲージが表示され、一定回数攻撃したり、空中コンボを決めて気迫ゲージを0にすると高威力の連続攻撃を仕掛ける。
発動中に□・△ボタンを連打すると連続攻撃が加速してよりダメージを増幅させることが可能。無印版では気迫ゲージが無くなった瞬間即座に発動していたが、猛将伝・Empiresでは気迫ゲージを0にしても□＋△ボタンを押すまで発動させないようにするオプション設定が追加された。
ヴァリアブルカウンター
劣勢時は相手を仰け反らせられなくなるが、近くにいると相手のチャージ攻撃が減速する。
近くの敵が減速したチャージ攻撃を使用しようとしている時に、R1ボタンを押してヴァリアブル攻撃を使うと、敵を真上に浮かせて覚醒ゲージを大幅増加できる強力な反撃を繰り出して逆転を狙える。

### 武器属性
従来の一部チャージ攻撃に付与されるものの他に、特定条件下または常時においてほぼすべての攻撃に特殊効果を発揮する（『戦国無双3』に近い形式の）属性が導入された。従来作のアイテム効果のような、パラメーターに影響をおよぼすものはなくなっている。
将星モードを進めることで、武器素材と他の武器を消費して、所持する武器の属性を追加・強化したりすることができるようになる。

## 登場武将
10名の新武将に加え、『真・三國無双6 Empires』に登場した徐庶の参戦や『真・三國無双4』以来の登場となる左慈の復活など、参戦武将は過去最多の77名となった。本作の新武将は以下の10名。
- 魏 - 李典、楽進
- 呉 - 魯粛、韓当
- 蜀 - 関興、関銀屏、張苞
- 晋 - 賈充、文鴦、張春華

## ゲームモード

### ストーリーモード
「魏伝」、「呉伝」、「蜀伝」、「晋伝」、「他伝」の5つから1つを選択し、三国志の各勢力の物語を追体験するモード。
この内他伝を除く4勢力では約15ステージ前後をこなすことになる。その途中で特定条件を満たすことで隠しステージが出現したり、また条件を満たしたことで、史実では死んでしまう武将を生存させると、本作オリジナルの展開に派生するIFルートへ突入することが出来るようになる。IFルートでは殆どのステージで旧作のBGMが流れるなど、シリーズ原点回帰の要素を含む。
幕間ムービーから戦闘モードに切り替えるシームレスプレイは前作と同様であるが、今回はステージごとの操作武将を複数人から選択できるようになっており、ストーリーモードだけでもほぼ全員の武将を操作できるようになった。
他伝では基本的に武将一人ひとりに対応した独立ステージとなっている。

### 将星モード
一人の武将となって基地を発展させ銅雀台を築いて帝を招き入れることを目指していく。
このモード内で基地を発展させると、武器を改造して強化したり、お金を支払うことで武将を成長させたり支援獣を手に入れたりすることなどが出来るようになる。
武将や武器の成長は全モードで共有されている。

### フリーモード
前作「6」では登場しなかった要素。プレイするステージと武将を自由に選択できるほか、ストーリーモードでは反映されない衣装変更と護衛武将、支援獣の変更が反映される。
ストーリーモードをクリアしていくと、一部ステージにおいて本来は遊べない相手勢力に所属して戦う「裏シナリオ」が選択可能となる。

## 主題歌
- 布袋寅泰『嵐が丘』（史実ルートエンディング）
- 一青窈『生路〜CIRCUIT〜』[2]（IFルートエンディング）

## 真・三國無双7 猛将伝
『真・三國無双7 猛将伝』（しん・さんごくむそう7 もうしょうでん）は、2013年11月28日にPS3で発売された。
キャッチコピーは「最強、一騎当千。」。
無印版の追加要素のみが収録された追加ディスク。無印版のシステムに細かな調整がされ、ゲームモードにおいては恒例のチャレンジモードが追加された他、新たなストーリーとして呂布の生き様を描く「呂布伝」、またIFシナリオや外伝シナリオも多数追加されている。

### 猛将伝での追加・変更要素
- 5名の新武将が追加され、総計82名となった。なお、他勢力の新規キャラクターの登場は真・三國無双4以来となる。
  - 魏 - 于禁
  - 呉 - 朱然
  - 蜀 - 法正
  - 他 - 陳宮、呂玲綺
- 新武器系統・新たな隠し属性が追加。
  - 「旋風」属性の効果が変更されてガード可能になり、『ガードされた時に限り敵体力に応じたダメージを与える』ようになった。
  - 武器システムに特殊錬成が追加。フリーモードや将星モードで手に入る宝玉を消費して、攻撃力を増加させたり、属性・相性を上書きできる。
  - 将星モードの武器屋の機能がフリーモードでも利用できるようになった。
  - 新たな隠し武器「第二秘蔵武器」も追加。「難しい」以上で特定条件を満たすと、DLCの上位武器を上回る攻撃力を持つ、最高ランク6の武器を入手できる。
- 2つめのEx攻撃が追加。またストームラッシュを手動発動させるように設定することが出来るようになった。
- 最高難易度「究極」が追加。
- 武将の最大レベルと最大パラメーター、また武器・所持金の最大所持数が増加。
- 一般兵のアクションが多数追加された。
  - 弓兵に接近すると剣に持ち替えて近接戦闘をするようになった他、盾兵が攻撃をガードするようになった。
  - 『真・三國無双6 猛将伝』同様、難易度「究極」では敵旗兵が旗を振るアクションを行うようになり、近くの敵将を強化、回復することがある。
- 乗馬時、曲がる時に馬の首も曲がるようになった。
- ストーリーモードの各勢力に新ステージが追加。フリーモードの隠し要素「裏シナリオ」にも対応。
  - 新たなストーリーとして「呂布伝」が追加。IFルートにも対応。
- 将星モードをクリアすると、新たな戦いとして「地方平定」に挑むことが出来るようになった。

### チャレンジモード
PSネットワークでのスコアランキングに対応した競技モード。基本条件は以下のとおり。
- 全武将レベル30固定。スキル装備不可。
- 武器はランク3のみで属性なし。ただしすべての武器と相性属性を選ぶことが出来る。
- コース中には対応した専用属性を一定時間付与するアイテムが出現することがある。
- コース中に登場する武将、およびその武器相性は呂布および「やり直し」選択時を除き、開始毎にランダムに変化する。
- コース終了時、専用属性が付与された武器を貰える。
  - 暴風
    - 10分間に倒した敵の数を競う。外側を巡回している敵兵士を一定数倒すと敵武将が4人出現。敵将を4人とも倒すと呂布が出現。
    - 呂布は必ず天属性で登場する。防御力が少し大きいだけだが、倒すと老酒が複数出現し、さらに一定時間能力が強化された増援兵がプレイヤーに向かって出現し続ける。
    - このコースでの属性は「撃破数が大きいほど攻撃力が上がる」。

  - 彗星
    - 10分間に場外に落とした敵の数を競う。敵は倒せないが、前作と同様に攻撃によって無双ゲージを増やせる。
    - 体力がなくなるだけでなく、プレイヤーが場外になっても終了となる。
    - 基本的な流れは概ね暴風と同じだが、呂布が特定攻撃以外では仰け反りすらしない・増援兵の出現時間制限がない代わりに継続して登場はしないなどの違いがある。
    - またマップ各所には連弩・弩砲が設置されており、的を一定数以上落とすと順番に起動を始めるようになる。
    - このコースでの属性は「吹き飛ばし飛距離を増大させる」。

  - 百花
    - 最大15分間またはプレイヤーがやられるまでに倒した敵無双武将の数を競う。武将の出現パターンは常に一定。
    - 一定人数撃破毎に、敵の能力や同時出現数が強化されていく。
    - このコースでの属性は「ヴァリアブルカウンター成功時、強化効果を得られる時間を延長する」。

  - 迅雷
    - 目的地に到達する時間の速さを競う。途中には関門を守る敵将や道を阻むトラップなどが登場する。
    - 一定時間後に呂布がプレイヤーを追撃してくるため、迅速な突破が要求される。
    - このコースでの属性は「ダッシュ中にスーパーアーマーがかかることがある」。

  - 烈火
    - 敵を全滅させた時間の速さを競う、新規追加コース。
    - 本作チャレンジモードのうち唯一呂布が出現しない可能性があるコース。その代わり、空中の足場を上手く飛び越えていかねばならない地点が一箇所だけある。
    - このコースでの属性は「吹き飛ばした敵が、他の敵を巻き込む爆発によりプレイヤーの方へ跳ね返ってくることがある」。

## 真・三國無双7 with 猛将伝
『真・三國無双7 with 猛将伝』（しん・さんごくむそう7 ウィズ もうしょうでん）は、2013年11月28日にPS3、PlayStation Vitaで発売。2014年2月22日にPlayStation 4版が発売され、2014年5月23日にはWindows版が発売された。
上記の『真・三國無双7』と『真・三國無双7 猛将伝』を一つにまとめた作品で無双シリーズでは初のPS4作品となっている。PS4版は無双シリーズでは初のフルハイビジョン対応となっている。
PS3版購入者に限り、2014年2月22日から3月31日までの期間中、PS4のダウンロード版を有料で購入できるアップグレードサービスを実施。なお、PS3版で購入したダウンロードコンテンツは、PS3版ではそのまま利用可能で、PS Vita版でも購入済みコンテンツに限り同じものが無料ダウンロード可能。
トロフィーデータは『7猛将伝』として登録され、『7』本編に該当する箇所をプレイしても『7』のトロフィーは獲得できない。
Windows版はSteamによるオンライン認証・自動アップデートをサポート。ダウンロードコンテンツに対応し、PS3/PS4/PS Vita版と同じセットがSteam Storeにて配信された。2017年2月7日より、Steam直接販売でも日本語版を購入できる。
ダウンロードコンテンツを多数収録する『真・三國無双7 with 猛将伝 DX』はNintendo Switchにて2018年12月27日に発売された。

## 真・三國無双7 Empires
『真・三國無双7 Empires』（しん・さんごくむそう7 エンパイアーズ）は、2014年11月20日にPlayStation 4、PlayStation 3、Xbox Oneで発売されており、2017年11月9日にはNintendo Switchでも発売された。
キャッチコピーは「──その先を、見極めよ。」。
『真・三國無双7』の「無双モード(ストーリーモード)」の代わりに、自身のオリジナルキャラクターを作成して所属する勢力で天下を目指す「争覇モード」が収録されたバージョン。

### Empiresでの追加・変更要素
- 新武将「荀彧」・新武器系統（荀彧の得意武器の「陣杖」など）が追加
- ダウンロードコンテンツによる追加武器を全て収録。一部の無双武将に設定された得意武器とEX攻撃、および無双乱舞がその追加武器のものへと変更。
  - 「6猛将伝」「6Empires」「7猛将伝」でのみ登場していた、変更前の既存のEX攻撃や無双乱舞はエディット武将に割り当てることが可能。
- 争覇モードにおけるそれぞれのゲーム中で特定条件を満たすことで「称号」を入手し、操作キャラの能力が上がる。また称号の組み合わせにより、操作キャラの「生き様」が決定される。
  - NPC登場時における生き様の設定は初期レベルや「人徳値」(無双武将や汎用武将のみ所有秘計)に関わる。人徳値は勢力や他武将などとの関わりにおいてある程度影響を与える。
  - エディット武将でのプレイで達成した「生き様」は次回プレイ用にそのキャラに設定することが出来る。
- 武器属性が固定化され、再びプリセット方式になった。武器錬成による属性変更は搭載されていない。
- バージョン1.03以降、レベルに関係なく全アクションが解放され、武器適性がキャラごとの最大まで成長している。
- 戦闘中において秘計ゲージが追加。レベルに応じた最大値からスタートし、時間経過で充填され、秘計の発動で消費する。
  - 通常の秘計は秘計ゲージさえ足りていれば何度でも使用することが出来る。カットイン演出や、使用時の資源消費はなくなった。
  - 戦場マップ全体に影響を及ぼす『大規模秘計』が追加。使用に以下の条件がある。
    - 使用時に秘計ゲージに加え、一定数の味方武将と自軍拠点が必要。このため、依頼戦や一部レイドシナリオ(バージョン1.08以降)では使用できない。
    - 使用すると秘計に応じた準備時間があり、一定数の味方武将が一時的に離脱する。準備時間中に発動者が倒されるか、マーキングされている拠点が陥落すると発動に失敗してしまう。
    - 1回の戦闘中、各大規模秘計はそれぞれ1回のみ使用できる。失敗しても再使用はできない。

### 備考
- 発売当初のバージョンには深刻な不具合がいくつか存在し[3]、特に特定のタイプの女性エディット武将の顔が「告白」「婚姻」イベント中に崩れてしまう不具合はその様子がTwitterやYouTubeに投稿され、大きな反響を呼んだ[4]。これらの不具合はバージョン1.02で修正されている。
- 本作で利用できるDLC（『真・三國無双7』『真・三國無双7 猛将伝』のものも含む）を多数保持している場合、ゲームの起動時間に数分程度かかる現象も告知されている[5]。他機種で配信されているコンテンツをゲーム本体に収録しているNintendo Switch版ではこのような現象は起こらない。
- Windows版が登場した無双Empiresシリーズ、またSteamからダウンロード販売されている無双シリーズの日本国内版は今作が初となる。
- 『真・三國無双』シリーズおよび、『無双Empires』シリーズの任天堂据置型ゲーム機版は今作が初である。